# Spezia Calcio
Spezia Calcio – włoski klub piłkarski z siedzibą w mieście La Spezia. Klub zdobył Mistrzostwo Włoch w 1944 roku.

## Obecny skład
Stan na 26 stycznia 2023
| Nr | Poz. | Piłkarz                              |
| -- | ---- | ------------------------------------ |
| 1  | BR   | Jeroen Zoet                          |
| 2  | OB   | Emil Holm                            |
| 4  | OB   | Ethan Ampadu (wypożyczony z Chelsea) |
| 5  | OB   | João Moutinho                        |
| 6  | PO   | Mehdi Bourabia                       |
| 7  | PO   | Jacopo Sala                          |
| 8  | PO   | Albin Ekdal                          |
| 10 | NA   | Daniele Verde                        |
| 11 | NA   | Emmanuel Gyasi (kapitan)             |
| 13 | OB   | Arkadiusz Reca                       |
| 15 | OB   | Petko Christow                       |
| 16 | PO   | Julius Beck                          |
| 18 | NA   | M’Bala Nzola                         |
| 20 | OB   | Simone Bastoni                       |
| 21 | OB   | Salva Ferrer                         |

| Nr | Poz. | Piłkarz                                     |
| -- | ---- | ------------------------------------------- |
| 24 | PO   | Wiktor Kowałenko (wypożyczony z Atalanty)   |
| 25 | BR   | Salvatore Esposito (wypożyczony z SPAL)     |
| 27 | OB   | Kelvin Amian                                |
| 28 | PO   | Mikael Egill Ellertsson                     |
| 29 | OB   | Mattia Caldara (wypożyczony z AC Milanu)    |
| 30 | NA   | Daniel Maldini (wypożyczony z AC Milanu)    |
| 31 | PO   | Aimar Sher                                  |
| 33 | PO   | Kevin Agudelo                               |
| 40 | BR   | Petar Zovko                                 |
| 43 | OB   | Dimitris Nikolau                            |
| 44 | NA   | David Strelec                               |
| 55 | OB   | Przemysław Wiśniewski                       |
| 69 | BR   | Bartłomiej Drągowski                        |
| 77 | PO   | Szymon Żurkowski (wypożyczony z Fiorentiny) |

### Piłkarze na wypożyczeniu
| Nr | Poz. | Piłkarz                                                      |
| -- | ---- | ------------------------------------------------------------ |
|    | OB   | Nicolò Bertola (w Montevarchi Calcio do 30 czerwca 2023)     |
|    | OB   | Lorenzo Colombini (w AC Renate do 30 czerwca 2023)           |
|    | OB   | Leonardo Gabelli (w US Pergolettese 1932 do 30 czerwca 2023) |
|    | OB   | Laurens Serpe (w Imolese Calcio 1919 do 30 czerwca 2023)     |
|    | PO   | Kleis Bozhanaj (w Carrarese Calcio do 30 czerwca 2023)       |
|    | PO   | Emil Kornvig (w Cosenza Calcio do 30 czerwca 2023)           |

| Nr | Poz. | Piłkarz                                                      |
| -- | ---- | ------------------------------------------------------------ |
|    | PO   | Suf Podgoreanu (w Maccabi Haifa do 30 czerwca 2023)          |
|    | NA   | Janis Antiste (w Sassuolo Calcio do 30 czerwca 2023)         |
|    | NA   | Samuel Mráz (w CD Mirandés do 30 czerwca 2023)               |
|    | NA   | Ognjen Stijepović (w Imolese Calcio 1919 do 30 czerwca 2023) |
|    | NA   | Henoc N'Gebesso (w Alessandrii Calcio do 30 czerwca 2023)    |
|    | NA   | Diego Zuppel (w ACR Messina do 30 czerwca 2023)              |